# 埃德·库德
埃德·库德（英語：Ed Coode，1975年6月19日—），英国男子赛艇运动员。他曾代表英国参加2000年和2004年夏季奥林匹克运动会赛艇比赛，其中2004年奥运会获得一枚金牌。